# Сальва (Эль-Хаса)
Са́льва, также Эс-Са́льва (араб. سلوى‎) — прибрежный город на востоке Саудовской Аравии, у границы с Катаром. Административно относится к мухафазе Эль-Хаса административного района Восточный. Расположен в 155 км к юго-востоку от Эль-Хуфуфа, административного центра мухафазы, в 460 км от Эр-Рияда, столицы Саудовской Аравии, в 90 км от Дохи, столицы Катара.
Через Сальву проходит дорога Доха — Эль-Киръана — Эль-Хуфуф.
Южнее расположена пустыня Руб-эль-Хали, западнее — Эль-Джафура.
Сальва расположена на южном берегу залива Даухат-Сальва в южной части залива Бахрейн Персидского залива. Севернее, в 17—19 км от Сальвы в заливе расположен мелкий песчаный остров Анайбар.
Город контролируется Министерством внутренних дел Саудовской Аравии и Министерством финансов Саудовской Аравии.